# جو أونيل
جو أونيل (بالإنجليزية: Joe O'Neill)‏ (28 أكتوبر 1982 ببلاكبرن في المملكة المتحدة - ) هو لاعب كرة قدم بريطاني في مركز الهجوم. لعب مع بريستون نورث إيند ونادي بوري ونادي يورك سيتي ونادي تشستر سيتي وأشتون يونايتد ونادي ستاليبريدج سيلتيك ونادي مانسفيلد تاون ونادي ألترينتشام ونادي نيلسون ونادي جيزيلي ‏ وDroylsden F.C. ‏.

## وصلات خارجية
- جو أونيل على موقع قاعدة بيانات كرة القدم.إي يو (الإنجليزية)
- جو أونيل على موقع Soccerbase.com (لاعب) (الإنجليزية)
- جو أونيل على موقع Soccerway.com (الإنجليزية)